# لخلايف (لبروزة)
لخلايف هو دُوَّار يقع بجماعة لغنيميين، إقليم برشيد، جهة الدار البيضاء سطات في المملكة المغربية. ينتمي الدوّار لمشيخة لبروزة التي تضم 10 دواوير. يقدر عدد سكانه بـ 1078 نسمة حسب الإحصاء الرسمي للسكان والسكنى لسنة 2004.

## روابط خارجية
- البوابة الوطنية للجماعات الترابية نسخة محفوظة 12 مارس 2018 على موقع واي باك مشين.
- المندوبية السامية للتخطيط